# لاته کیهانی
لاته کیهانی رنگ متوسط جهان است، که توسط تیمی از اخترشناسان دانشگاه جان هاپکینز شناسایی شد. در سال ۲۰۰۱، کارل گلیزبروک و ایوان بالدی مشخص نمودند که رنگ متوسط جهان سفید کمی متمایل به سبز است، اما اندکی پس از آن تحلیل خود را اصلاح نموده و در مقاله‌ای در سال ۲۰۰۲ گزارش دادند که بررسی نور بیش از ۲۰۰۰۰۰ کهکشان به میانگین سفید متمایل به بژ می رسد. کد هگزادسیمال رنگ لاته کیهانی #FFF8E7 است.